# Punctifulvius
Punctifulvius is een geslacht van wantsen uit de familie van de Miridae (Blindwantsen). Het geslacht werd voor het eerst wetenschappelijk beschreven door Schmitz in 1978.

## Soorten
Het genus bevat de volgende soorten:

- Punctifulvius aquilonius Namyatova & Cassis, 2019
- Punctifulvius austellus Namyatova & Cassis, 2019
- Punctifulvius kerzhneri Schmitz, 1978